# 아편굴

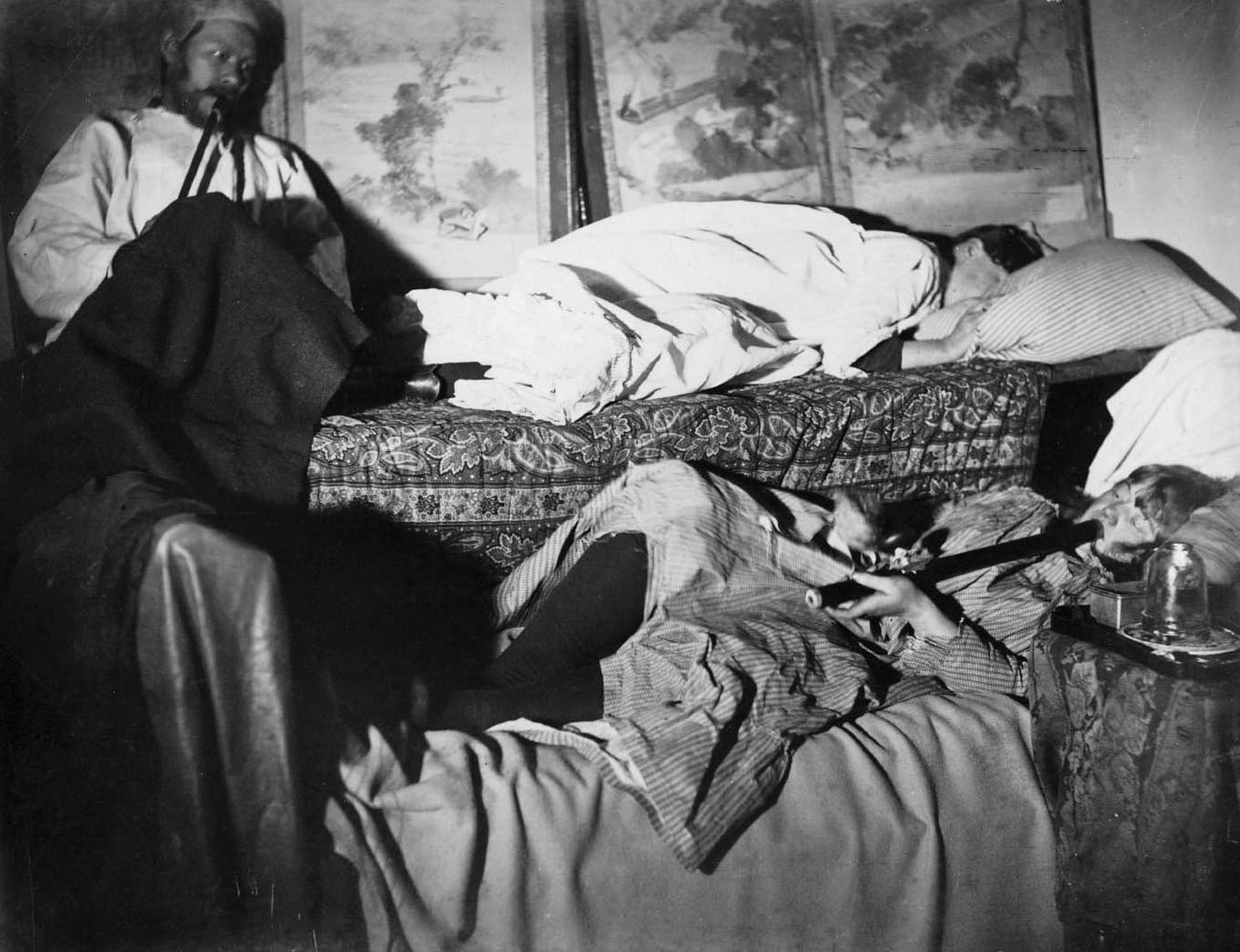
19세기 후반 아편굴에서 아편을 피우는 두 명의 여성과 한 명의 남성

아편굴은 아편을 판매하고 흡연하던 시설이었다. 아편굴은 19세기 세계 여러 지역, 특히 중화인민공화국, 동남아시아, 북아메리카, 프랑스에서 만연했다. 서구권 전역에서 아편굴은 주로 중국인 갱스터들이 운영하여 아편을 공급하고 방문하는 비중국인 흡연자들을 위해 준비했기 때문에 중국인들과 관련이 깊었다. 대부분의 아편굴은 파이프와 램프 등 아편 흡연에 필요한 도구를 비치해 두었다. 손님들은 아편을 기화될 때까지 가열하는 석유 램프 위에 긴 아편 파이프를 들고 기대어 앉아 아편 증기를 들이마셨다. 중화인민공화국의 아편굴은 사회 각계각층이 자주 찾았으며, 그들의 호화로움이나 소박함은 손님들의 재정 상태를 반영했다. 미국의 도시 지역, 특히 서해안에는 중화인민공화국에서 볼 수 있는 최고 수준의 호화로운 장식과 여성 시중을 드는 아편굴이 있었다. 노동계급을 위한 아편굴은 가구가 간소한 저급 아편굴이 많았다.

## 미국

### 샌프란시스코

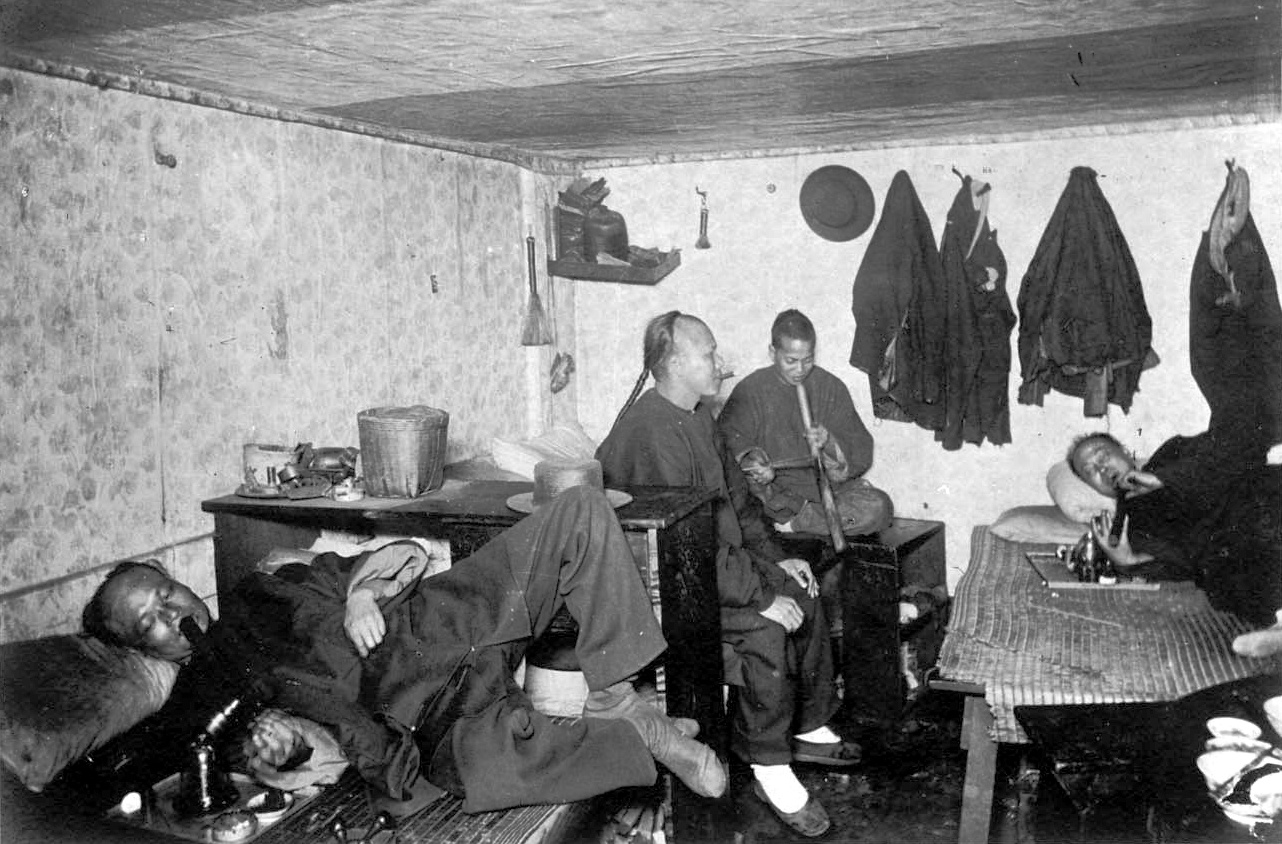
19세기 후반 샌프란시스코 하숙집의 아편굴

아편 흡연은 캘리포니아 골드 러시에 참여하기 위해 대량으로 유입된 중국인들과 함께 북아메리카에 도래했다. 금 광산으로 향하는 출발점은 샌프란시스코였으며, 1850년경 첫 중국인들이 도착한 직후 샌프란시스코의 차이나타운은 수많은 아편굴의 본거지가 되었다. 일부 이민자들은 이국적인 환경에서 겪는 외로움과 편견으로부터 정신적인 도피처를 찾기 위해 아편을 피웠다고 진술했다. 그러나 1863년부터 세기 말까지 새로운 시립 법전에 의해 부과된 부도덕 방지법은 매춘뿐만 아니라 아편굴 방문도 금지했다. 그럼에도 불구하고 1870년대에는 많은 비중국인 주민들이 샌프란시스코의 아편굴을 찾았고, 이에 따라 시 당국은 국가 최초의 마약법인 1875년 아편굴 금지 조례를 제정했다. 다른 주들도 뒤를 따랐고, 1896년까지 22개 주에서 아편굴을 금지했다. 20세기 초에는 압수된 아편과 아편 도구를 연료로 삼아 대규모 불꽃놀이를 벌여 아편을 파괴하고 아편 사용에 대해 논의하는 공개적인 장을 마련했다.
아편 퇴치 캠페인은 아편 흡연을 지하로 몰아넣었지만, 제2차 세계 대전 무렵까지 샌프란시스코와 다른 북아메리카 도시에서는 여전히 상당히 흔했다. 샌프란시스코의 전형적인 아편굴은 중국인이 운영하는 세탁소의 지하실, 뒷방, 또는 위층 방이었을 수 있으며, 이곳은 아편 램프가 깜빡거리거나 아편 연기가 빠져나가지 않도록 단단히 밀봉되어 있었다. 아편굴은 때때로 소설에서 사업장 아래에 뻗어 있는 미로 같은 네트워크로 묘사되기도 했다. 19세기 샌프란시스코의 한 호화로운 아편굴 사진은 1886년 I. W. Taber가 촬영한 것으로 남아 있지만, 도시의 부유한 아편 흡연자들, 즉 중국인과 비중국인 모두는 공개적인 아편굴을 피하고 개인 주택에서 흡연하는 것을 선호했다.
그러나 "존경할 만한" 동네에 아편굴이 생기기 시작하면서 도시에는 공동 흡연이 증가하고 더 많은 중산층 및 상류층 백인 미국인들이 아편 사용에 참여하는 경향이 커졌다. 1881년 샌프란시스코 크로니클에 실린 경찰관 제임스 마호니의 인터뷰는 이러한 발전을 확인시켜준다. 그는 백인 흡연자 대부분이 이전에 "후들럼과 매춘부"였지만, "깨끗한" 아편굴의 등장으로 아편 흡연 습관이 곧 사회 계층의 상위로까지 확대되었다고 관찰했다.

### 뉴욕
뉴욕의 차이나타운 아편굴은 중국과의 지리적 거리 때문에 미국 서해안에서 볼 수 있는 일부 아편굴만큼 호화롭지는 않았다. 1870년대와 1880년대에 뉴욕에서 아편 사용을 수년간 연구한 의사 H. H. 케인에 따르면, 가장 인기 있는 아편굴(당시 통용되던 용어로 "아편 관절")은 차이나타운의 모트 스트리트와 펠 스트리트에 위치해 있었다. 당시 도시의 모든 아편굴은 중국인이 운영했으며, 23번가에 있는 한 곳만 미국인 여성과 두 딸이 운영했다. 케인은 뉴욕의 아편굴이 "모든 국적의 사람들이 무차별적으로 뒤섞이는" 곳이었다고 언급했다.
샌프란시스코와 마찬가지로 모든 인종의 뉴욕 시민들이 차이나타운으로 와서 아편굴을 이용했다. 뉴욕시의 마지막으로 알려진 아편굴은 1957년 6월 28일 급습되어 폐쇄되었다.

## 캐나다
중국 이민자들은 브리티시컬럼비아주의 빅토리아와 밴쿠버에 처음으로 차이나타운을 세웠고, 이곳에서도 19세기 후반과 20세기 초반에 아편굴이 흔했다. 샌프란시스코 시가 흡연용 아편에 세금을 부과하기 시작하자, 무역은 빅토리아로 전환되었고, 그곳에서 많은 아편이 미국으로 밀수되었다. 그러나 상당량의 아편이 빅토리아와 밴쿠버 차이나타운에 있는 아편굴에서 소비되었다. 후자 도시의 "상하이 골목"은 소박한 아편굴로 유명했다. 미국과 마찬가지로 비중국인들도 캐나다 차이나타운의 중국인 운영 아편굴을 자주 찾았다.

## 프랑스

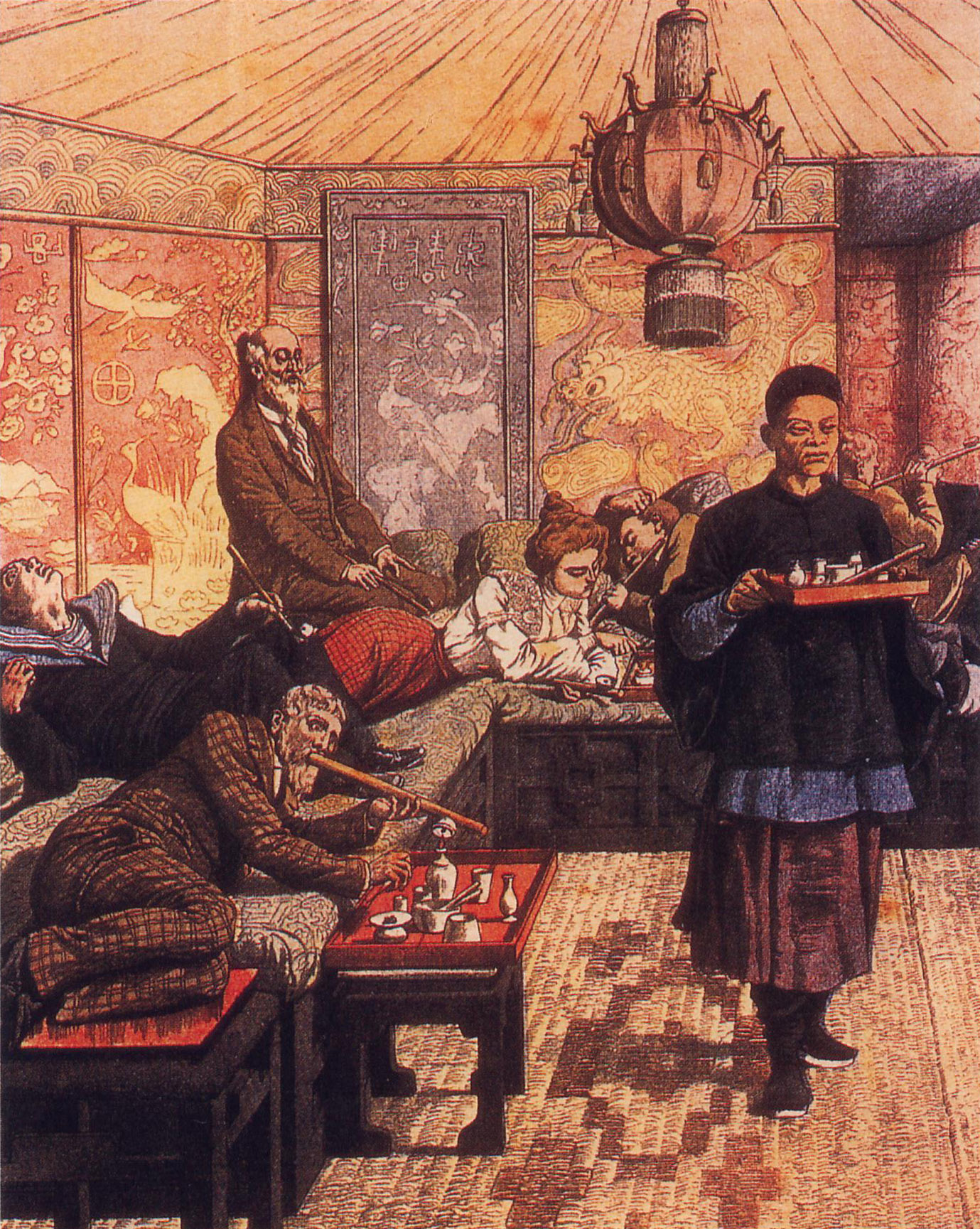
"새로운 악덕: 프랑스의 아편굴", 1903년 7월 5일 르 프티 주르날의 삽화

프랑스에서 아편 흡연은 대부분 인도차이나 식민지에서 임무를 마치고 귀국한 프랑스 국외 거주자들에 의해 도입되었다. 20세기 초에는 프랑스의 항구 도시들, 특히 툴롱, 마르세유, 이에르에 수많은 아편굴이 있었다.

## 런던

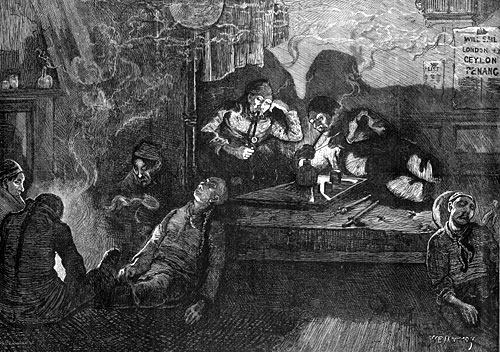
당시 허구적 이야기들을 바탕으로 런던의 아편굴에서 아편을 피우는 사람들을 그린 그림

빅토리아 시대 런던이 아편 흡연의 중심지라는 명성은 역사적 사실보다는 문학적 허구에 기반한다. 당시 런던 언론과 인기 영국 작가들은 런던의 라임하우스 지역을 아편에 찌든 위험하고 신비한 구덩이로 묘사하는 것을 좋아했다. 영국 소설에서 중국인 캐릭터와 아편굴과의 연관성은 이국적인 분위기를 조성하는 데 사용되었으며, 종종 부패와 범죄를 상징했다. 그러나 런던의 중국인 인구는 수십만 명의 중국인이 북아메리카 차이나타운에 정착한 것과는 대조적으로 수백 명을 넘지 않았다. 1880년대 중반, 런던과 리버풀에는 식료품점, 식당, 회합 장소가 있는 차이나타운이 형성되기 시작했다. 런던 이스트엔드에는 중국어 이름이 붙은 거리도 있었다. 1891년 인구 조사에서는 영국에 582명의 중국 태생 거주자가 기록되었지만, 1896년에는 387명으로 줄었다. 80%는 20세에서 35세 사이의 독신 남성으로, 대부분 선원이었다. 회사들은 인도에서 중국으로 아편을 수출하기 시작했으며, 차 수입을 위한 돈을 마련하기 위해 마약을 판매했다. 이는 중국 법에 어긋났고 중국 당국을 분노하게 했다. 1839년, 아편 무역을 놓고 영국과 중국 사이에 전쟁이 발발했다. 영국은 중국을 물리쳤고 1842년 난징 조약 조건에 따라 홍콩은 영국 식민지가 되었다. 조약은 또한 중국이 외국 무역에 항구를 개방하도록 강요했는데, 여기에는 아편도 포함되었다. 1857년, 제2차 아편 전쟁은 톈진 조약으로 이어졌고, 이 조약에는 영국과 프랑스가 중국인을 영국 식민지, 북아메리카, 남아메리카, 호주에 값싼 노동력으로 고용할 수 있도록 하는 조항이 포함되었다. 그러나 영국은 대륙횡단철도 건설에 중국인이 고용되었고, 많은 중국인이 골드러시 동안 부를 찾아 이민을 온 북아메리카만큼 많은 노동자를 고용하지 않았기 때문에 영국의 중국인 공동체는 훨씬 작았다. 런던으로 이주한 중국인 이민자들은 종종 블루 퍼넬 라인과 같은 배를 타고 런던 동부 항구에 도착했다. 그들 대부분은 선원이었고, 많은 사람들이 단 몇 개의 특정 거리에 정착했다. 부두와 배에서 일자리가 사라지자 많은 중국인들은 식당이나 세탁소와 같은 다른 사업으로 눈을 돌렸다.
1860년대에 런던 이스트엔드의 아편굴이 있는 "암흑의 잉글랜드"는 대중 언론과 서적에 묘사되었고, 다양한 개인과 종교 단체는 무제한 아편 밀매에 반대하는 캠페인을 시작했다. 페니필즈에는 중국인 기독교 선교회와 공자 사당이 있었다. 라임하우스 코즈웨이에는 유명한 아택의 하숙집이 있었다. 이스트엔드 중국인 공동체에 대한 많은 편견이 있었는데, 그 대부분은 토머스 버크와 색스 로머의 저작에서 비롯되었다. 이 두 남자는 중국인 공동체에 대해 글을 썼다. 버크와 워드는 중국인 공동체의 실제 규모를 과장했고, 도박, 아편굴, 그리고 그림자 속의 "불경한 것들"에 대해 많이 언급했다. 찰스 디킨스의 마지막 소설 에드윈 드루드 미스터리 (1870)의 한 등장인물은 장면을 설정한다: "오, 내 불쌍한 머리! 나는 낡은 1페니 잉크병으로 파이프를 만들어요, 아가씨 – 이것이 하나예요 – 그리고 저는 이렇게 흡입구를 끼우고, 이 작은 뿔 스푼으로 골무에서 혼합물을 꺼내요; 그리고 그렇게 채워요, 아가씨. 아, 내 불쌍한 신경!"

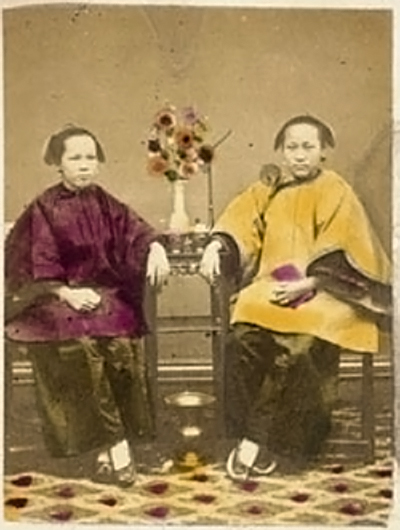
런던 과학박물관 소장 아싱의 아편굴 밖에 있는 두 여성의 사진

디킨스는 19세기 런던의 묘사와 캐리커처로 유명하다. 따라서 그가 런던 동부의 이 아편굴을 빅토리아 시대 런던의 직물 직조의 일부로 영원히 기억하게 한 것은 의미심장하다. 『에드윈 드루드 미스터리』에 묘사된 "중국인이 운영하는" 시설은 실제 아편굴에 기반을 둔 것이었다. 이 아편굴은 중국 아모이 출신 이민자인 아 싱(Ah Sing), 또는 고객들에게는 존 존스턴(John Johnston)으로 알려진 인물이 운영했다. 런던 동부의 중국인 아편 현장을 담은 희귀한 사진들이 존재한다. 런던 과학박물관에 소장된 사진에는 아 싱의 아편굴 밖에 두 명의 중국인 여성이 서 있다. 아 싱 자신도 흡연자였으며, 그는 "사업을 위한 아편 혼합의 진정한 비밀"을 가진 유일한 사람이라고 주장되었다. 그의 비밀은 분명히 그에게 큰 성공을 가져다주었으며, 그의 아편굴은 배에서 일하다 쉬는 지역 중국인 선원들뿐만 아니라 다른 사람들도 자주 찾았다. 당시의 아서 코난 도일("입술 뒤틀린 사나이" 참조)과 디킨스 자신을 포함한 일부 문학 엘리트들도 그 지역을 방문했지만, 그들 자신도 "파이프"를 피웠는지는 밝혀지지 않았다. 아 싱의 아편굴은 빅토리아 시대 런던에서 가장 유명한 아편굴이었을 것이며, 런던 고위 사회의 엘리트 신사들을 끌어모았다.
1868년, 약국법은 위험한 약물을 인정하고 등록된 약사에게만 판매를 제한했지만, 19세기 말까지 소수의 의사와 과학자들만이 마약 중독의 위험성에 대해 경고했다. 런던에서 소수의 아편굴이 당국의 단속으로 점차 줄어들자, 아 싱과 같은 개인들은 재산을 옮겨야 했고, 생계를 꾸릴 다른 방법을 찾아야 했다. 말년에는 종교를 찾았음에도 불구하고 계속 아편을 피웠다고 한다. 그는 결국 아편 흡연을 끊었지만, 1890년경 64세의 나이로 사망하기 불과 며칠 전이었다. 그는 현재 보우 공동묘지에 묻혀 있다.

## 대중문화

### 일본의 애니메이션 및 일본 만화
- 일본의 애니메이션과 일본 만화인 흑집사에서 주요 조연 중 한 명인 라우는 아편굴을 소유하고 있다.

### 영화
- 영화 원스 어폰 어 타임 인 아메리카 (1984)에서 등장인물 데이비드 "누들스" 애런슨 (로버트 드니로)은 아편굴을 자주 찾는다.
- 영화 툼스톤 (1993)에서 커를리 빌 브로시어스(Curly Bill Brocius)로 불리는 윌리엄 브로시어스(파워스 부스 분)는 구서부의 아편굴에서 아편을 피우는 모습이 나오며, 거리로 나와 마을 보안관 프레드 화이트를 총으로 쏜다. 실제로는 커를리 빌은 아편이 아닌 술에 취해 있었다.[17]
- 영화 와일드 빌 (1995)에서 제프 브리지스가 연기한 와일드 빌 히콕은 데드우드에 있는 아편굴을 자주 찾는다. 그의 파이프 흡연 세션은 종종 환각적인 플래시백을 유발한다.
- 프롬 헬 (2001)의 문학의 영화화에서 주연인 프레드 애버라인 경감(조니 뎁 분)은 아편굴을 자주 찾는다.
- 영화 갱스 오브 뉴욕 (2002)은 1860년대 맨해튼의 파이브포인츠 지역에 있는 아편굴에서 사기 유권자를 찾는 경쟁 정치 구역 보스들이 중국인 이민자들을 쫓아내는 모습을 묘사했다.
- 영화 연지구 (1987)에서 매염방이 연기한 주연 플뢰르는 1930년대 매춘과 아편굴에서 일하는 기생으로, 그곳에서 장국영이 연기한 부유한 열두 번째 첸 도련님을 만난다.
- 영화 맥케이브와 밀러 부인의 마지막 장면에서 줄리 크리스티가 연기한 콘스탄스 밀러는 아편굴에서 진정제를 맞고 있으며, 워런 비티가 연기한 맥케이브는 총에 맞아 아무도 모르게 죽음을 맞이한다.

### 음악
- 더 클래시의 London Calling 앨범 수록곡 "The Card Cheat"에는 아편굴을 언급하는 가사가 있다.

### 문학
- 애거사 크리스티의 잡지 단편 소설 "사라진 광산"(1923)에서 에르퀼 푸아로는 자신의 의지에 반하여 조사 일부를 라임하우스 아편굴에서 수행해야 한다. 이 이야기는 1925년 미국판 포아로 사건집과 1974년 영국판 포아로의 초기 사건집에 수록되었다.
- 카산드라 클레어의 소설 클록워크 프린스에서 윌은 요정 버전의 마약을 흡연하는 아편굴을 방문한다. 등장인물들은 여전히 그곳을 아편굴이라고 부른다.
- 찰스 디킨스의 마지막 미완성 소설인 에드윈 드루드 미스터리에서 아편굴은 이야기의 중요한 요소이다.
- 아서 코난 도일의 셜록 홈즈 이야기 "입술 뒤틀린 사나이"에서 왓슨 박사는 아이사 휘트니를 찾기 위해 이스트엔드오브런던에 있는 아편굴로 간다.
- 에르제의 땡땡의 모험 이야기 푸른 연꽃 (1934–1935)에서 주연 땡땡은 아편굴에 잠입하는 데 관여한다.
- 러디어드 키플링의 단편 소설 "백 개의 슬픔의 문"은 인도에 있는 중국 아편굴의 역사를 다룬다.
- 마이클 맥도웰의 소설 《황금 바늘》은 1880년대 뉴욕시의 아편 밀매 조직을 중심으로 전개되며, 역사 기록과 몇 안 되는 사진을 바탕으로 한 아편굴과 아편 도구에 대한 자세한 묘사가 특징이다.
- 앨런 무어와 케빈 오닐의 그래픽 노벨 젠틀맨 리그에서 미나 머레이는 늙은 모험가 앨런 쿼터메인을 아편굴에서 찾는다. "싱가포르 찰리의" 아편굴은 그들이 "악마 의사"를 처음 만나는 장소이다.
- 색스 로머의 소설 푸 만추의 미스터리 (1913)에서 네일랜드 스미스와 페트리 박사는 푸 만추와 그의 부하들을 찾기 위해 싱가포르 찰리의 템스강 강변 아편굴에 들어간다.
- 오스카 와일드의 소설 도리언 그레이의 초상에서 도리언은 헨리 워튼 경의 쾌락주의적 삶의 방식에 영향을 받아 도덕적이든 부도덕적이든 삶의 쾌락에 빠져 런던의 아편굴을 방문한다.
- 제트 타일의 데뷔 소설 나르코폴리스 (2012)는 주로 1970년대부터 1990년대까지 옛 뭄바이의 한 아편굴을 배경으로 한다.
- 1899년부터 1925년까지 발행된 염가 소설 잡지 시리즈 『비밀 요원: 늙은 브래디 왕과 젊은 브래디 왕, 탐정들』에서 샌프란시스코와 뉴욕시의 아편굴은 범죄자들이 피해자를 숨기고 마약의 영향으로 온순하게 만드는 장소로 자주 사용된다.

### 텔레비전
- 코퍼 시즌 2에서 엘리자베스 헤이버포드 모어하우스는 남편 조나단 모어하우스(그녀에게 마약을 소개한)가 그녀의 마약 공급을 끊어 끊으려 하자 아편굴을 방문한다.
- 2014년 맨해튼의 1900년을 배경으로 한 텔레비전 드라마 시리즈 더 닉에서 클라이브 오웬이 연기한 존 태커리 박사는 코카인과 아편 중독자이며, 차이나타운 모트 스트리트에 있는 아편굴을 자주 찾아 마약을 하고 그곳의 중국인 매춘부/종업원을 즐긴다.
- 보드워크 엠파이어 에피소드 "Nights in Ballygran"에서 지미 다르모디가 차이나타운의 아편굴에서 아편을 피우는 모습이 나온다.
- 블랙리스트 에피소드 "Cape May"에서 레이몬드 "레드" 레딩턴이 뉴욕시 차이나타운의 아편굴에서 손님으로 있는 모습이 나온다. 이전 에피소드에서는 그가 아편굴에서의 과거 경험에 대해 이야기한다.
- 하이랜더 시리즈에서 불멸자 브라이언 컬렌은 다른 불멸자와 싸우는 것에 대한 두려움을 갖게 된다. 그는 골드 러시 시대에 샌프란시스코의 아편굴에서 아편을 피우며 두려움에서 벗어난다.
- 한국 드라마 미스터 션샤인에서 구동매는 드라마 마지막 부분에서 부상에서 회복하기 위해 아편굴을 이용한다.

- 한국 드라마 구미호뎐과 구미호뎐 1938에서 이연은 아음의 기억으로 인해 아편 중독자가 된다.
- 넷플릭스 TV 쇼 《피키 블라인더스》에서 킬리언 머피가 연기한 토마스 셸비는 제1차 세계 대전 후 외상 후 스트레스 장애(PTSD)를 극복하기 위해 아편굴을 자주 방문한다.